# 笑福亭仁扇
笑福亭 仁扇（しょうふくてい にせん、1948年5月20日 - ）は滋賀県出身の落語家、タレント。本名∶西河 重利。

## 来歴・人物
滋賀県立能登川高等学校卒業後、1972年4月1日に笑福亭仁鶴に入門。所属事務所は吉本興業。上方落語協会会員。草野球チーム「モッチャリーズ」メンバー。デビュー当初からタレントとしても活躍。父は元市議会議員(後に県会議員)。
2017年7月より奇数月に一度、百年長屋(大阪環状線・玉造)にて「長屋寄席」を催している。

## エピソード
- 色黒であるため、師匠仁鶴に「仁黒（にぐろ）」という高座名をつけられかけた。
- 一時期、林家染語楼（当時は市染）と「ザ・おっさんず」後に「ハンバーガー」というコンビで花月の舞台に立っていた。

## 出演番組（テレビ）
- スタジオ2時（毎日放送）
- 仁扇のハウツーハウジング（岡山放送）
- 伊勢路食べ歩き（三重テレビ）
- 笑福亭仁鶴一周忌追善落語会(BSよしもと)
- 晴れ時々たかじん(朝日放送)

## 出演番組（ラジオ）
- 仁扇•喜美子の土曜ワイド(KBS京都)
- 仁扇のワイドワイドＤＪ（山陽放送）
- 土曜ジャンボ（山陽放送）
- 仁扇・ひかるのよろず談義（山陽放送）
- 仁扇・多美子のままでんな（山陽放送）
- 土曜はゴロゴロ（山陽放送）
- デイトインサテライト(ラジオ関西)

## 出演映画
- 恐怖のヤッチャン（東映）

## 弟子
- 笑福亭扇平